# ليون كلارك
ليون كلارك (بالإنجليزية: Leon Clarke)‏ (10 فبراير 1985 ولفرهامبتن المملكة المتحدة - ) هو لاعب كرة قدم بريطاني يلعب كمهاجم.

## روابط خارجية
- ليون كلارك على موقع إي إس بي إن إف سي (الإنجليزية)
- ليون كلارك على موقع قاعدة بيانات كرة القدم.إي يو (الإنجليزية)
- ليون كلارك على موقع Soccerbase.com (لاعب) (الإنجليزية)
- ليون كلارك على موقع Soccerway.com (الإنجليزية)
- ليون كلارك على موقع عالم كرة القدم.نت (الإنجليزية)